# Иллубабор

Иллубабор на карте Эфиопии

Иллубабор (амх. ኢሉባቦር) — бывшая провинция (регион) Эфиопии, существовавшая в 1942—1994 годах. Располагалась в юго-западной части страны. Столица — город Мэтту.
Провинция Иллубабор была образована в 1942 году после освобождения Эфиопии от итальянской оккупации.
По данным 1970 года провинция Иллубабор имела следующее административное деление:
| Субпровинции                    | Районы |
| ------------------------------- | --- |
| 1. Буно-Бэделе (центр — Бэделе) | 1. Бэделе (центр — Бэделе) 2. Гума-Дэмби (центр — Дэмби) 3. Гума-Сэтэма (центр — Гатера) 4. Дариму-Дэга (центр — Дэга) 5. Чорра (центр — Кумбабе) 6. Ымборо-Гэчи (центр — Гэчи) |
| 2. Гамбела (центр — Гамбела)    | 1. Абобо (центр — Абобо) Акобо (центр — Тыргуль) 3. Гамбела (центр — Гамбела) 4. Гог и Джор (центр — Гог) 5. Джикауо (центр — Джикауо) 6. Итанг (центр — Итанг)                 |
| 3. Горе (центр — Горе)          | 1. Алле (центр — Горе) 2. Буре (центр — Буре) 3. Дариму (центр — Альге) 4. Дурэне (центр — Элемо) 5. Мэтту (центр -Мэтту) 6. Хуруму (центр -Хуруму)                             |
| 4. Моча (центр — Геча)          | 1. Йеки (центр — Тепи) 2. Маша (центр — Маша) 3. Сэлле-Мэсенго (центр — Бырбырса) 4. Ындэрача (центр — Геча)                                                                    |

В 1974 году провинция Иллубабор была, как и все провинции Эфиопии, преобразована в регион.
В 1994 году после введения нового административного деления Эфиопии регион Иллубабор был упразднён, а его территория разделена между Гамбелой, Оромией и регионом наций, национальностей и народов Юга.